# Rockdale (Wisconsin)
Rockdale è un comune degli Stati Uniti d'America, situato in Wisconsin, nella contea di Dane.